# Ла-Шапель-дю-Мон-дю-Ша
Ла-Шапель-дю-Мон-дю-Ша (фр. La Chapelle-du-Mont-du-Chat) — коммуна во Франции, департамент Савойя, регион Овернь — Рона — Альпы. Входит в состав кантона Ла-Мот-Серволе, округ Шамбери. На 2012 год население коммуны составляло 247 человек. Мэр коммуны — Николь Фальсета, мандат действует на протяжении 2014—2020 годов. Входит в метрополию Шамбери.

## Географическое положение
Сельская коммуна Ла-Шапель-дю-Мон-дю-Ша находится на берегу озера Бурже на плато длиной 8 км. Она разделена на 6 деревень: Ле-Пи (исчезла), Граттелу, Ла-Шапель, Ле-Гран-Виллар, Ле-Пти-Виллар и Коммуналь. Коммуна расположена в 18 км от Шамбери на высоте от 231 до 1005 м.

## История
Главная деревня «Ла-Шапель» появилась в XV веке, Мон-дю-Ша — после Французской революции. Впервые появляется в документах в 1560 году, население состояло 230 человек. Название коммуны произошло от горы Мон-дю-Ша, и часовни Нотр-Дам-де-л’Этуаль, которая является символом коммуны.

## Население
Согласно переписи 2013 года население Ла-Шапель-дю-Мон-дю-Ша составляло 247 человек (53,0 % мужчин и 47,0 % женщин). Население коммуны по возрастному диапазону распределилось следующим образом: 24,3 % — жители младше 14 лет, 13,8 % — между 15 и 29 годами, 27,5 % — от 30 до 44 лет, 17,0 % — от 45 до 59 лет и 17,4 % — в возрасте 60 лет и старше. Среди жителей старше 15 лет 55,1 % состояли в браке, 44,9 % — не состояли.
Среди населения старше 15 лет (171 человек) 17,0 % населения не имели образования или имели только начальное, 21,1 % — закончили полное среднее образование или среднее специальное образование, 22,8 % — окончили бакалавриат, 39,2 — получили более высокую степень.
В 2012 году из 159 человек трудоспособного возраста (от 15 до 64 лет) 127 были экономически активными, 32 — неактивными (показатель активности 79,9 %, в 2007 году — 78,5 %). Из 127 активных трудоспособных жителей работали 118 человек (64 мужчины и 54 женщина), 9 числились безработными. Среди 32 трудоспособных неактивных граждан 12 были учениками либо студентами, 9 — пенсионерами, а ещё 11 — были неактивны в силу других причин. В 2010 году средний доход в месяц на человека составлял 2528 €, в год — 30 336 €.
Динамика численности населения:
| Население коммуны в XIX—XXI веках |
| --------------------------------- |
|                                   |